# Hl. Leopold Leopoldauer Platz

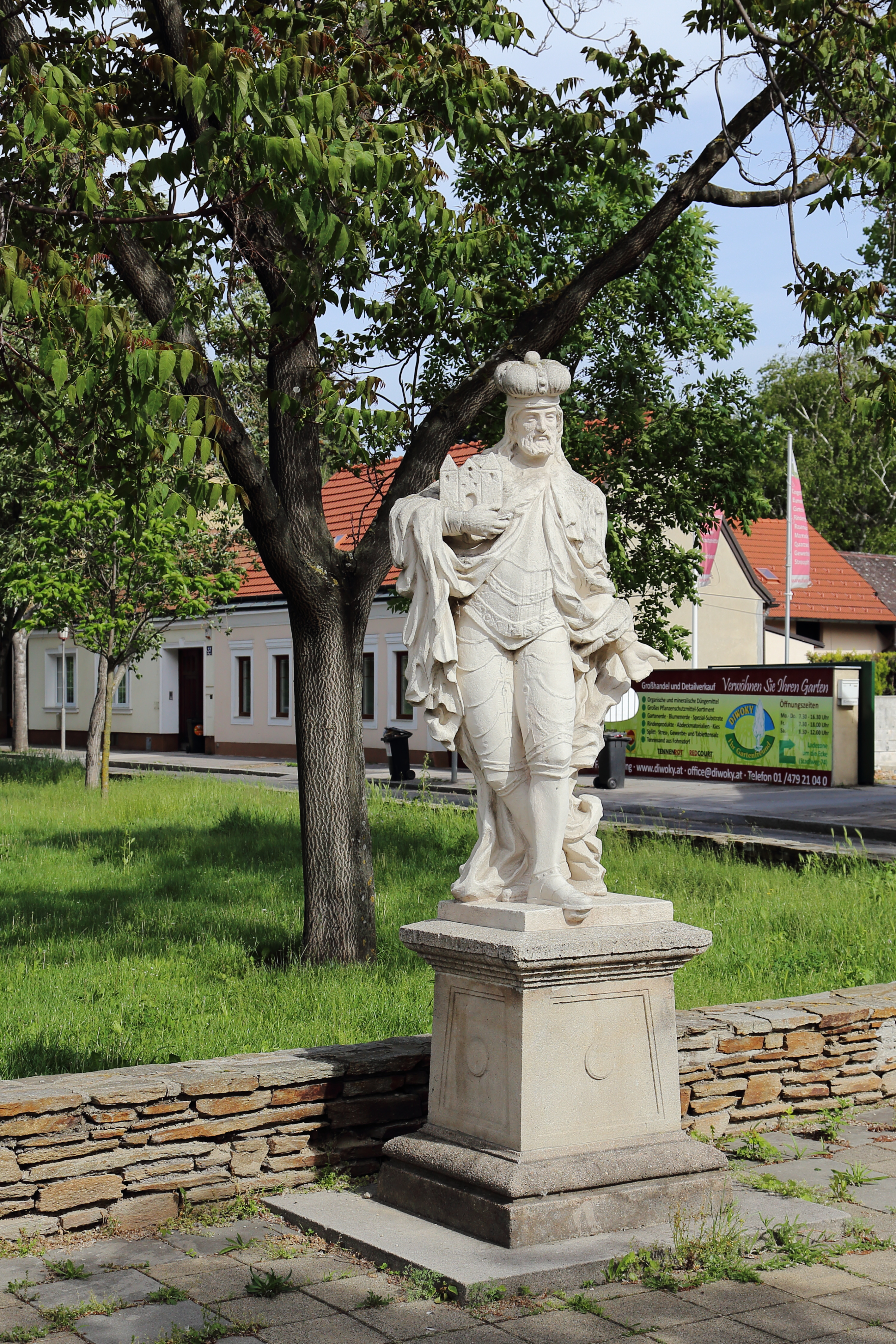
Hl. Leopold in Leopoldau

Der Hl. Leopold ist eine steinerne Statue  vom Ende des 17. Jahrhunderts am östlichen Ende des Karl-Seidl-Parks am Leopoldauer Platz im 21. Wiener Gemeindebezirk Floridsdorf.

## Beschreibung
Die Figur des heiligen Leopolds in Rüstung steht auf einem Vierkantsockel. Auf seinem Kopf trägt er einen Herzogshut und im rechten Arm ein Modell einer von ihm gestifteten Kirche.